# Mexipedium xerophyticum
Mexipedium xerophyticum (Soto Arenas, Salazar & Hágsater) V.A.Albert & M.W.Chase, 1992) è una pianta appartenente alla famiglia delle Orchidacee (sottofamiglia Cypripedioideae). È l'unica specie del genere Mexipedium.

## Descrizione

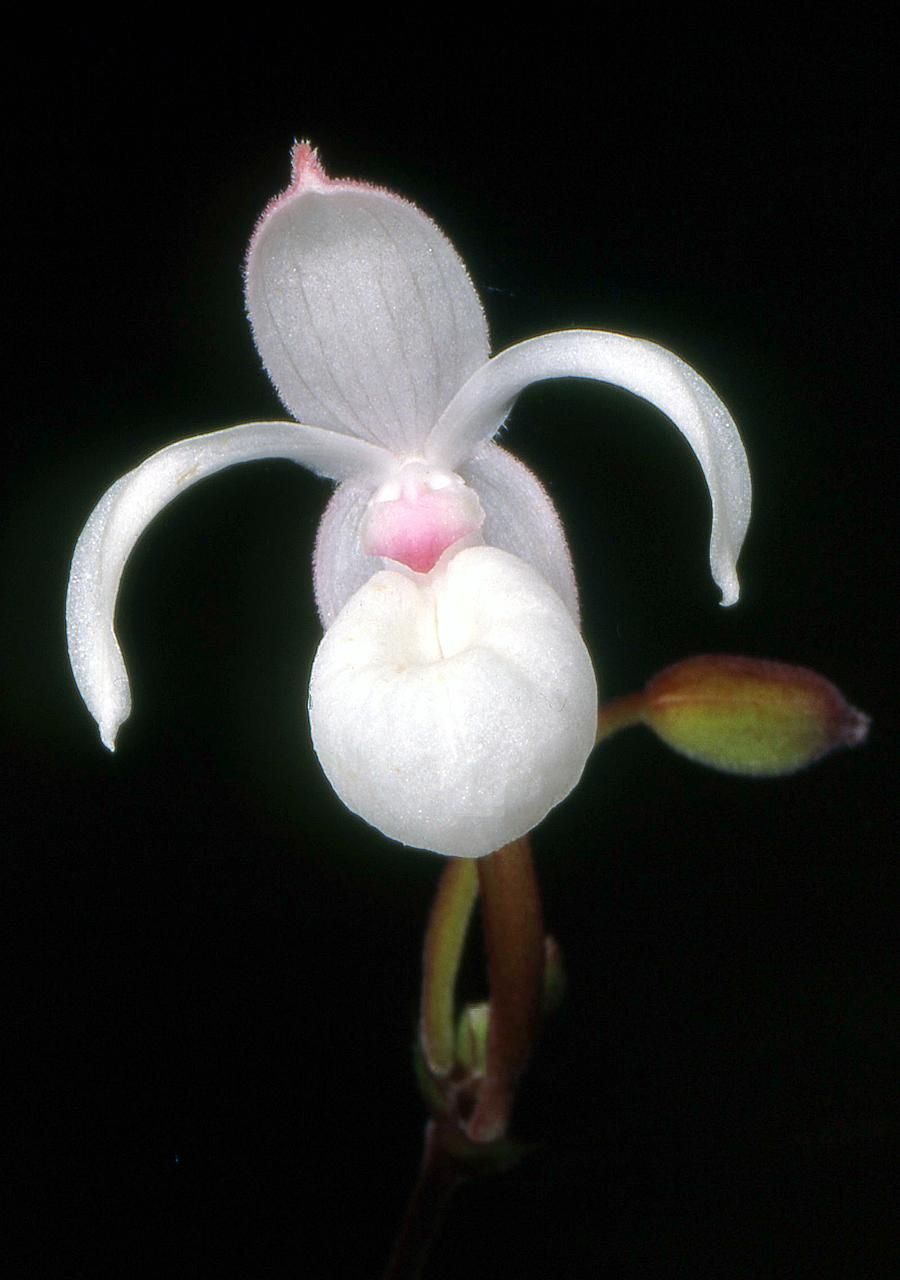
Fiore

È una piccola orchidea coloniale, litofita, rizomatosa, con radici fibrose allungate.

Ha fusto eretto e foglie coriacee, ligulate o oblunghe. L'infiorescenza è terminale, composta da 3 a 7 fiori di colore biancastro, privi di odore, con antesi succedanea (cioè fioriscono in successione, non contemporaneamente). La superficie dei sepali è densamente pubescente; il sepalo dorsale è ricurvo sul labello mentre quelli laterali sono fusi a formare un cappuccio concavo. I petali sono incurvati, glabri o scarsamente pubescenti, con margine ondulato. Il labello è profondamente saccato e rigonfio, con la tipica forma a "pantofola" delle cipripedioidee.
Si riproduce in moduli a forma di ventaglio, dai quali si dipartono dei lunghi stoloni che danno origine a nuovi moduli, permettendo una certa espansione clonale.

## Distribuzione e habitat
È un endemismo ristretto ad una singola località nella regione di Los Chimalapas nello stato di Oaxaca (Messico sud-occidentale).
Al tempo della sua scoperta, nel 1990, ne furono censite sette stazioni. Nel 1998 il suo habitat, un ghiaione carsico di meno di due ettari di estensione a 320 m s.l.m., fu devastato da un incendio che risparmiò solo una delle sette stazioni, portando la specie sull'orlo dell'estinzione. Fortunatamente nel 2009, una spedizione nell'area fu in grado di documentare l'esistenza di almeno sei nuove stazioni.
L'affioramento carsico in cui ricadono le stazioni ospita esemplari di Plumeria rubra, Bursera simaruba e Pseudobombax ellipticum, con presenza occasionale di Beaucarnea spp., Yucca spp., Agave spp. e Acanthocereus spp.. L'area è circondata da foreste di conifere, querce e liquidambar.

## Conservazione
Per la ristrettezza del suo areale e la esiguità della popolazione esistente, la Lista rossa IUCN classifica Mexipedium xerophyticum come specie in pericolo critico di estinzione (Critically Endangered).